# 1989 TU1
1989 TU1 är en asteroid i huvudbältet som upptäcktes den 9 oktober 1989 av den japanska astronomen Yoshiaki Oshima vid Gekko-observatoriet.
Asteroiden har en diameter på ungefär 10 kilometer.